# Башня Абаевых
Башня Аба́евых (карач.-балк. Аба́й къала́, Abai Qala) — оборонительное сооружение позднего средневековья в Черекском районе Кабардино-Балкарской Республики.

## История
Башня Абаевых находится в разрушенном после депортации балкарского народа балкарском селе Кюннюм на территории современного сельского поселения Верхняя Балкария. Является составной частью археолого-туристского комплекса «Верхняя Балкария», памятник культуры. Согласно преданиям местных жителей, сооружение возвели по приказу балкарского таубия (князя) Алимурзы Абаева. Строительство башни датируется XVI веком. Основным предназначением башни было наблюдение за окрестностями, также она служила укрытием для местных жителей в случае военных угроз. Вплоть до конца XIX века строение использовалось как жилое помещение. На нижних этажах проживали представители рода Абаевых.

## Архитектура
В качестве штукатурки использовалась белая известь, что делало ее видной издалека. Дверные и оконные перекрытия с внутренней стороны стрельчатой формы, что в целом нехарактерно для кавказских оборонительных строений. Стены башни у основания до 1,8 метра толщиной. Высота сооружения достигает 17 метров. На первом этаже сохранились бойницы и смотровые щели, а в верхней части стен имеются сквозные равносторонние кресты.

## Отражение в искусстве
В окрестностях башни Абаевых снимался художественный фильм А. Балабанова «Война». Из окон башни отстреливался герой Сергея Бодрова-младшего.